# Cordillera Chugach

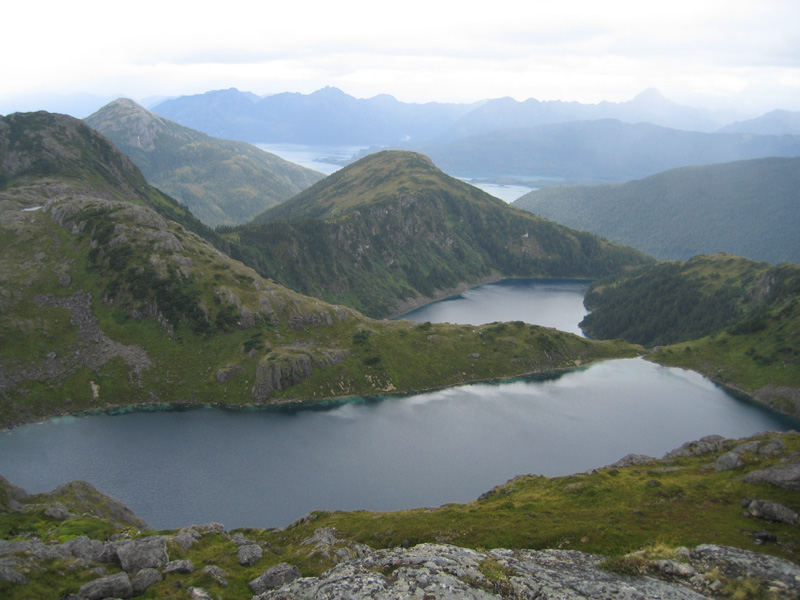
Lagos alpinos en las montañas de Chugach

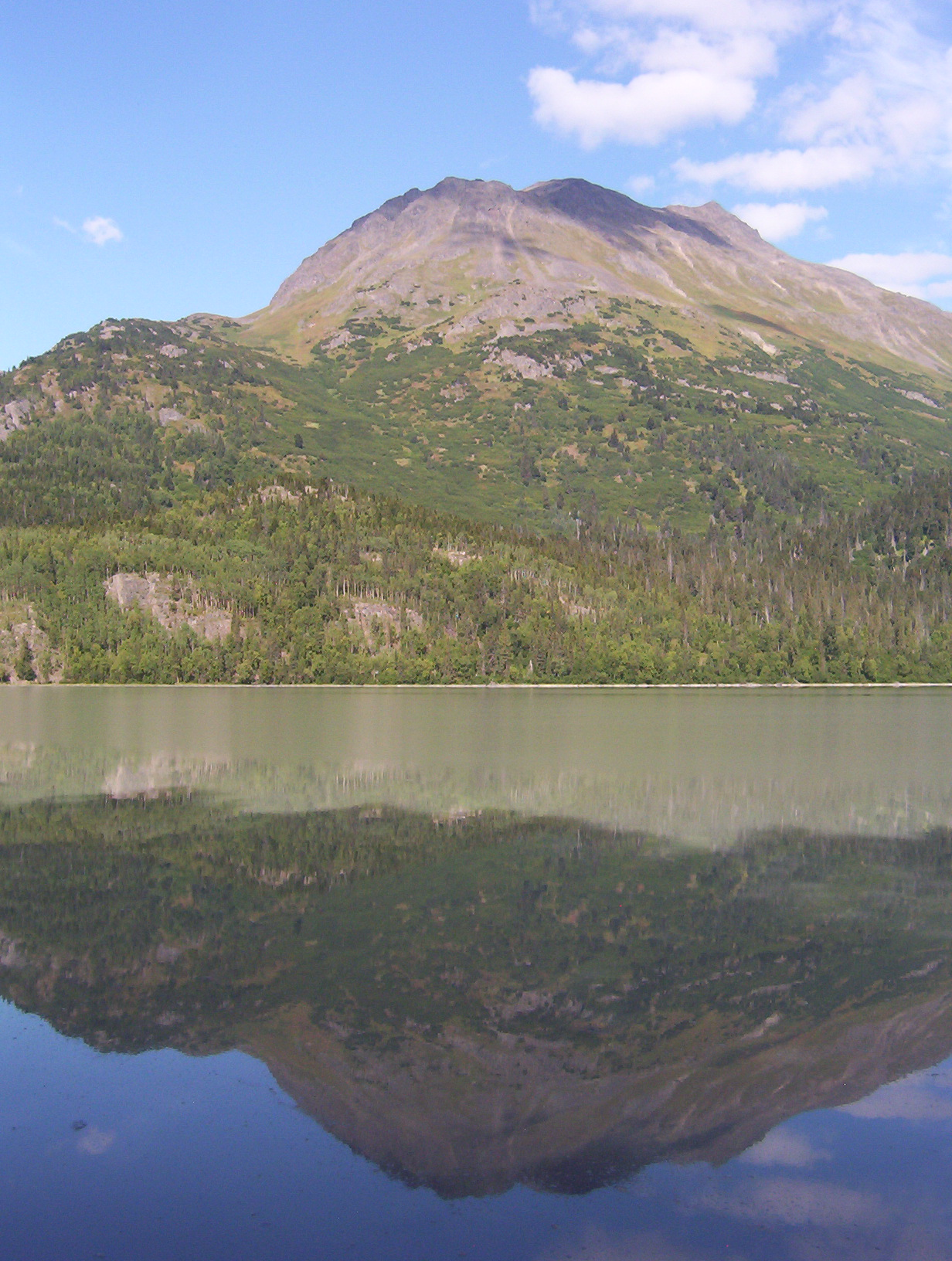
Un pico en la cordillera de Chugach

La cordillera Chugach (nombre original en inglés: Chugach Mountains), situada al sur de Alaska, es la más septentrional de las cadenas montañosas que conforman la cadena costera del Pacífico en el extremo occidental de América del Norte.

## Características
La cordillera mide aproximadamente 400 km de largo y unos 100 km de ancho, y se extiende desde Knik y Turnagain Arms en la ensenada de Cook al oeste, hasta el glaciar Bering, el glaciar Tana y el río Tana en el este. Limita al norte con los ríos Matanuska, Copper y Chitina. El punto más alto de la cordillera es el monte Marcus Baker, con 3991 m sobre el nivel del mar. La elevación media del conjunto de montañas es de 1221 m, y la mayoría de sus cumbres no son especialmente altas. Sin embargo, su posición a lo largo del golfo de Alaska asegura más nevadas en el Chugach que en cualquier otro lugar del mundo, con un promedio anual de más de 1500 cm de nieve.
Las montañas pertenecen al área protegida del Parque Estatal de Chugach y del Bosque nacional Chugach. Localizadas cerca de Anchorage, son un destino popular para actividades al aire libre. 
Las autopistas Richardson, Seward, Portage Glacier y Glenn atraviesan la cordillera Chugach. El túnel Anton Anderson Memorial de la autopista del Glaciar de Portage ofrece acceso por ferrocarril y automóvil bajo el monte Maynard, entre el lago Portage y la ciudad de Whittier, en Prince William Sound. 

## Historia
El topónimo "Chugach" procede del término "Cuungaaciiq", nombre con el que se conoce la cordillera en la lengua de los chugach sugpiaq, nativos de Alaska que habitan en la península de Kenai y de Prince William Sound, en la costa sur de Alaska. Los chugach son aborígenes de origen alutiiq (esquimales del Pacífico) que hablan el chugach, dialecto de la lengua alutiiq. En 1898, el capitán del Ejército de los Estados Unidos William R. Abercrombie deletreó el término "Chugatch" y lo utilizó para dar nombre a la cordillera. Es posible que los koniagmiut (aborígenes sugpiat o alutiit del archipiélago de Kodiak y de la península de Alaska) también hayan llamado antiguamente a los sugpiat del norte "Cuungaaciirmiut", pero también es posible que la palabra fuera un neologismo empleado en la etapa de dominio dominio ruso de Alaska.

## Montañas
Los doce picos más altos de la cordillera Chugach se enumeran a continuación: 
| Posición | Nombre             | Elevación            | Prominencia | Coordenadas                                   |
| -------- | ------------------ | -------------------- | ----------- | --------------------------------------------- |
| 1        | Monte Marcus Baker | 13 094 pies (3991 m) |             | 61°26′16″N 147°45′02″O / 61.43778, -147.75056 |
| 2        | Monte Thor         | 12 132 pies (3698 m) |             | 61°29′10″N 147°08′50″O / 61.48611, -147.14722 |
| 3        | Monte Valhalla     | 11 850 pies (3612 m) |             | 61°27′36″N 147°04′45″O / 61.46000, -147.07917 |
| 4        | Monte Witherspoon  | 11 745 pies (3580 m) |             | 61°23′43″N 147°12′05″O / 61.39528, -147.20139 |
| 5        | Monte Einstein     | 11 401 pies (3475 m) |             | 61°21′26″N 147°05′47″O / 61.35722, -147.09639 |
| 6        | Monte Tom White    | 11 155 pies (3400 m) |             | 60°39′09″N 143°41′44″O / 60.65250, -143.69556 |
| 7        | Pico Icing         | 10 955 pies (3339 m) |             | 61°32′10″N 147°42′17″O / 61.53611, -147.70472 |
| 8        | Monte Grace        | 10 540 pies (3213 m) |             | 61°19′06″N 147°53′14″O / 61.31833, -147.88722 |
| 9        | Monte Goode        | 10 384 pies (3165 m) |             | 61°19′38″N 147°59′02″O / 61.32722, -147.98389 |
| 10       | Monte Steller      | 10 082 pies (3073 m) |             | 60°31′07″N 143°05′59″O / 60.51861, -143.09972 |
| 11       | Monte Gannett      | 9629 pies (2935 m)   |             | 61°14′32″N 148°11′36″O / 61.24222, -148.19333 |
| 12       | Monte Miller       | 8694 pies (2650 m)   |             | 60°26′48″N 142°20′12″O / 60.44667, -142.33667 |

Otros picos importantes de la cordillera, son: 
- Monte Michelson 8504 pies (2592 m)[15]
- Pico Bashful 8005 pies (2440 m)
- Monte Billy Mitchell 6968 pies (2124 m)[16]
- Monte Palmer 6703 pies (2043 m)[17]
- Pico Eagle 6309 pies (1923 m)[18]
- Pico Polar Bear 5656 pies (1724 m)[19]
- Monte Williwaw 5445 pies (1660 m)[20]
- The Ramp 5240 pies (1597 m)[21]
- Pico North Suicide 5065 pies (1544 m)
- Pico Ptarmigan 4839 pies (1475 m)[22]
- Pico Byron 4590 pies (1399 m)
- Monte Flattop 3245 pies (989 m)[23]
- Pico Bold 7522 pies (2293 m)

## Galería

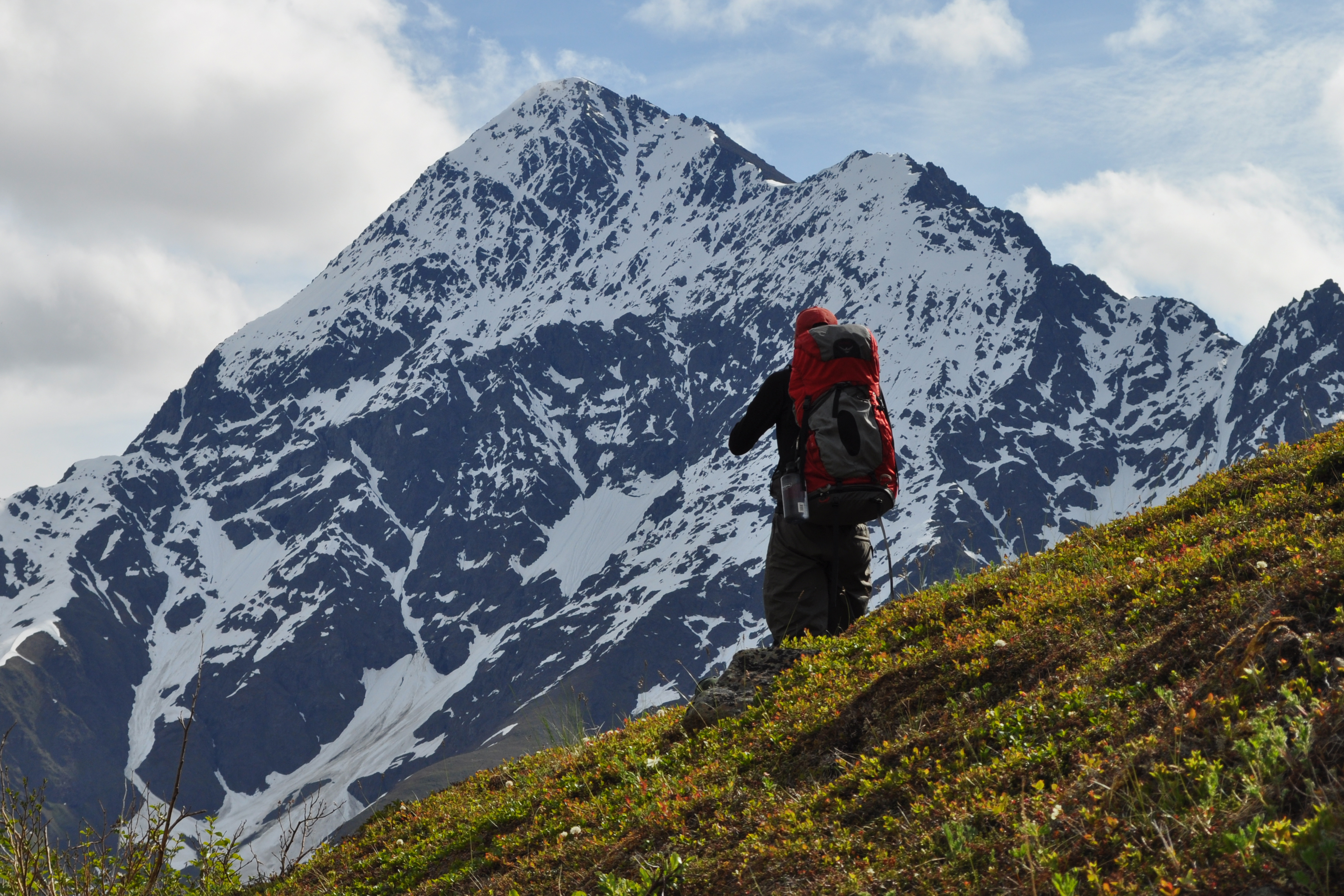
Pico Bold
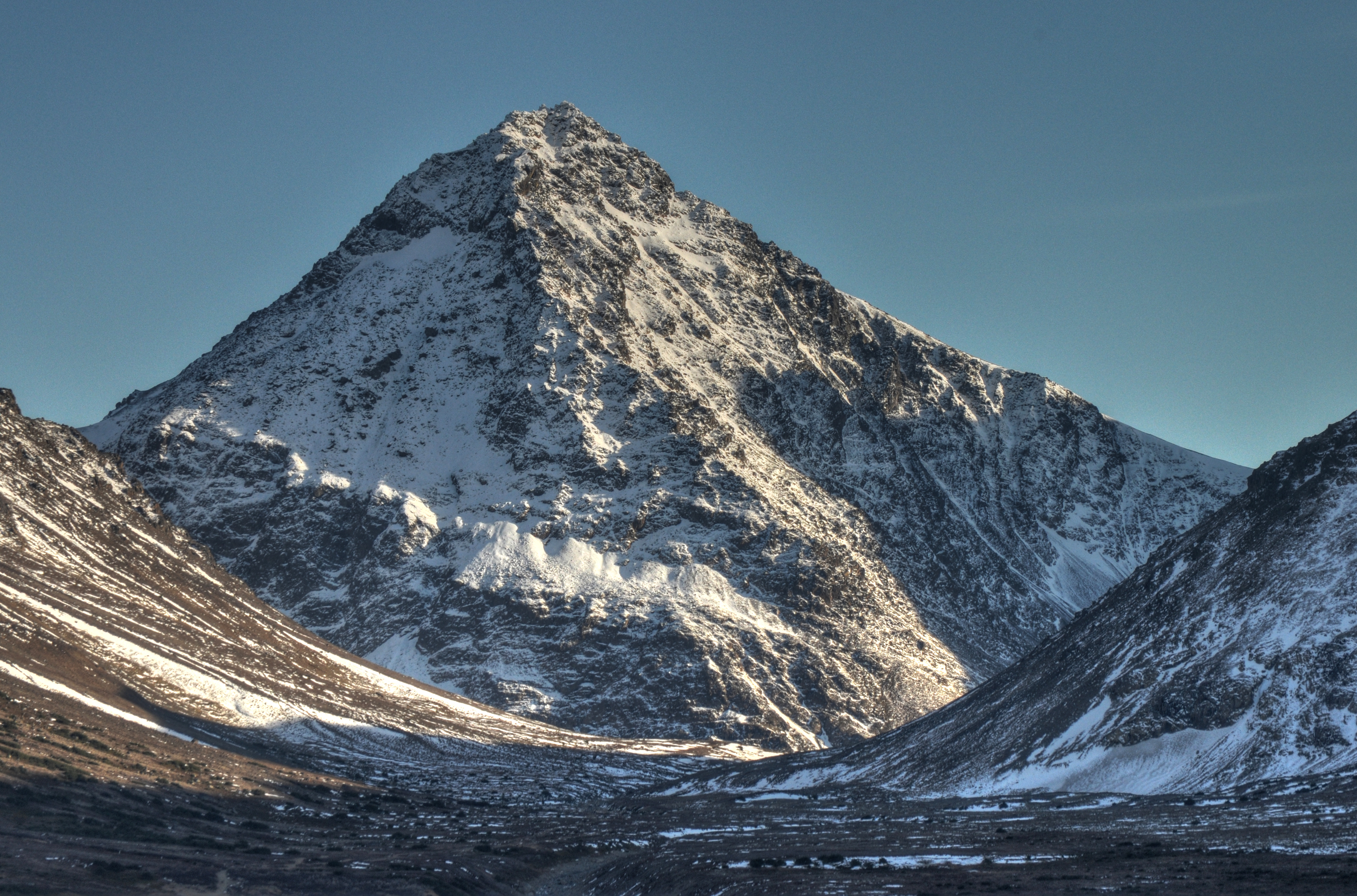
Pico North Suicide
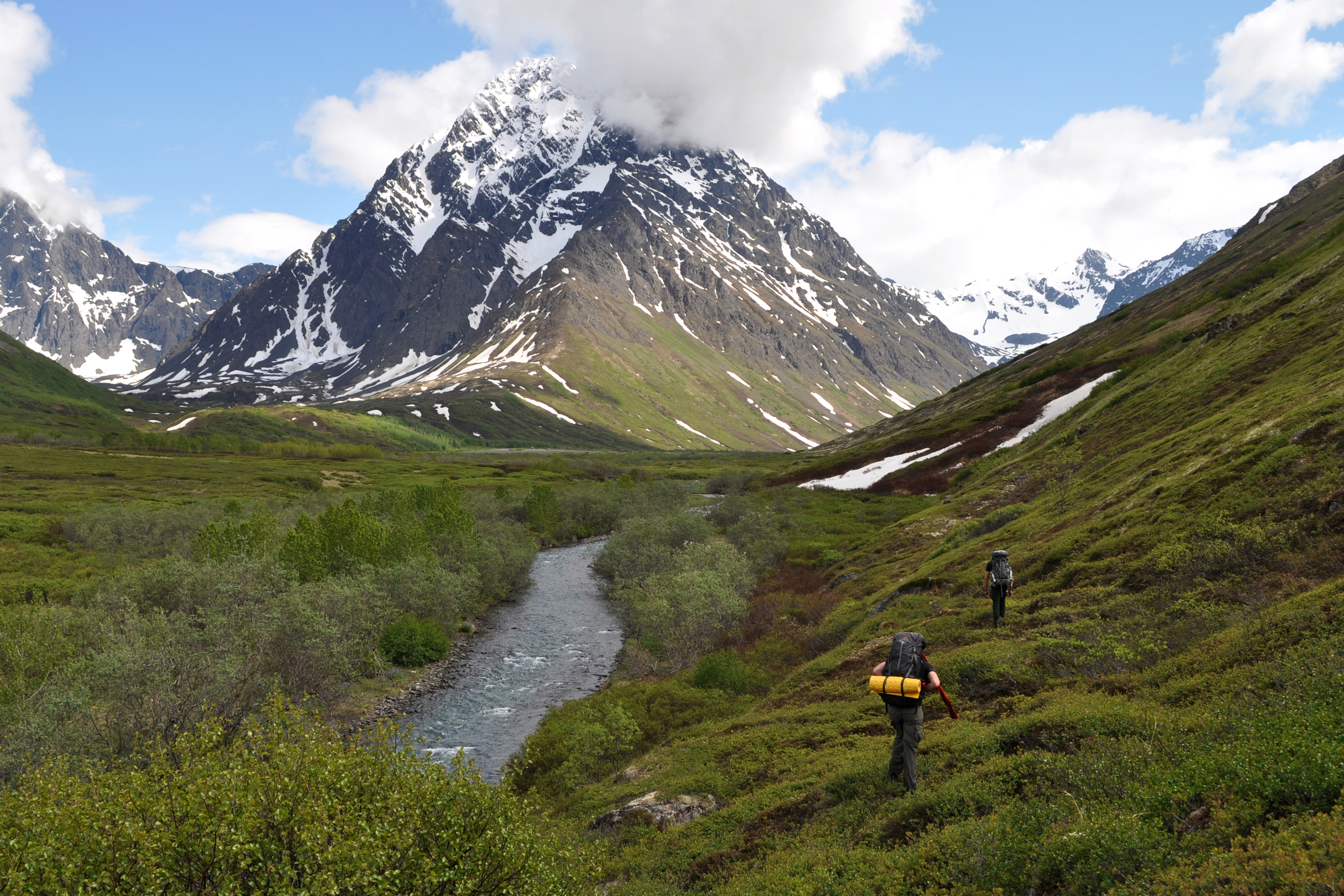
Entorno del arroyo Peters Creek, con el Monte Rumble
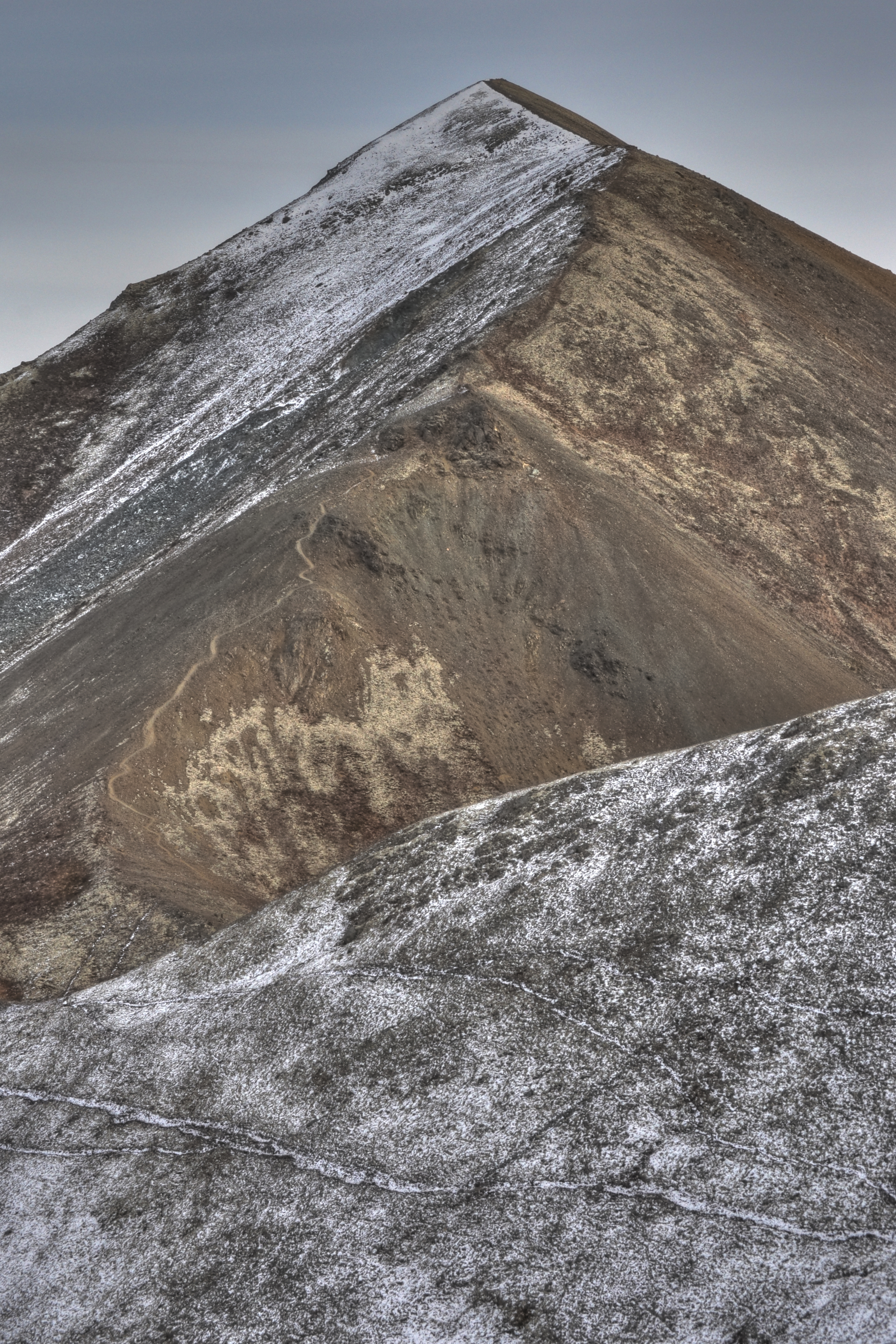
Monte Eklutna
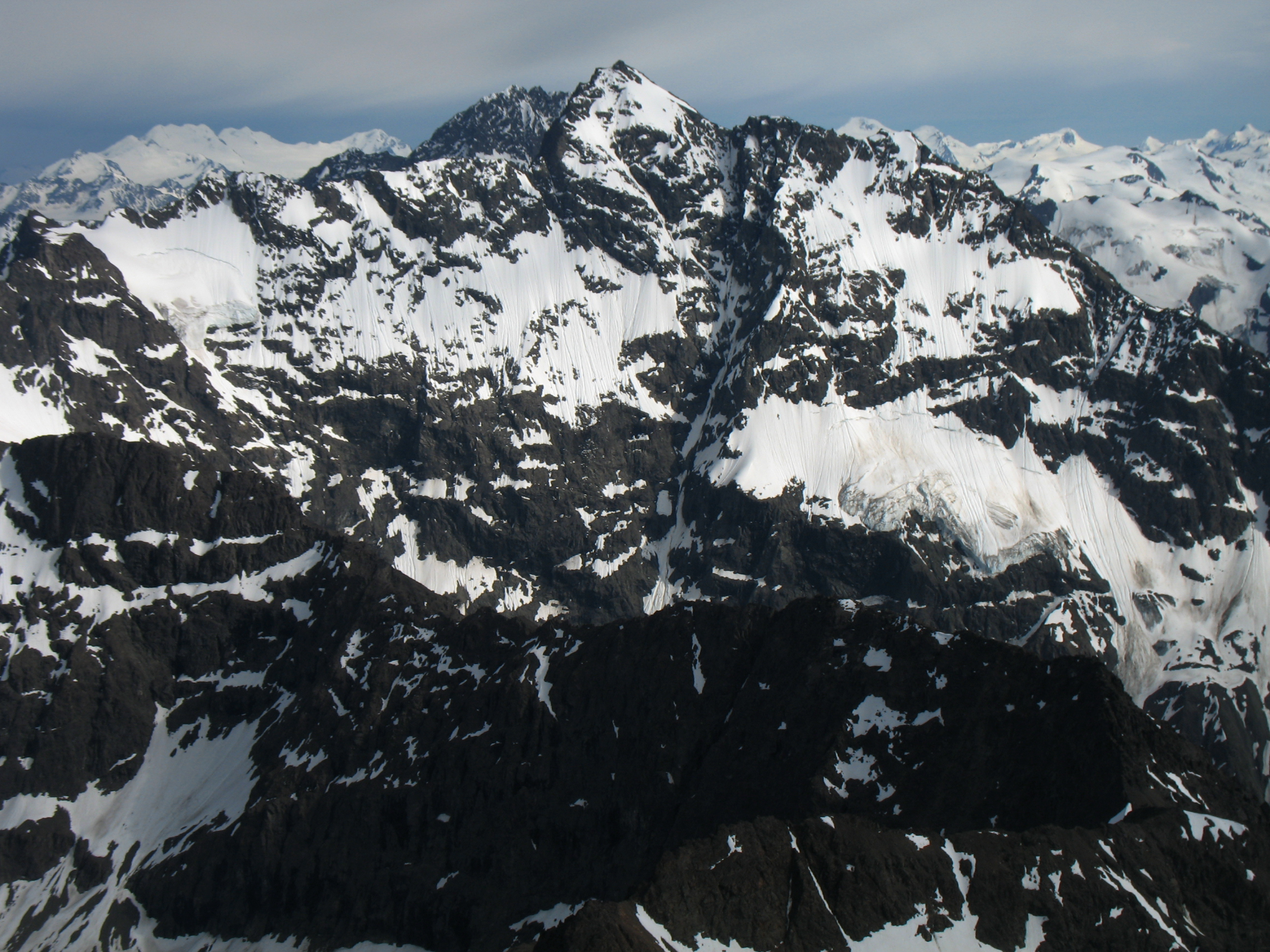
Pico Bashful, el punto más alto en el oeste del Parque Estatal Chugach
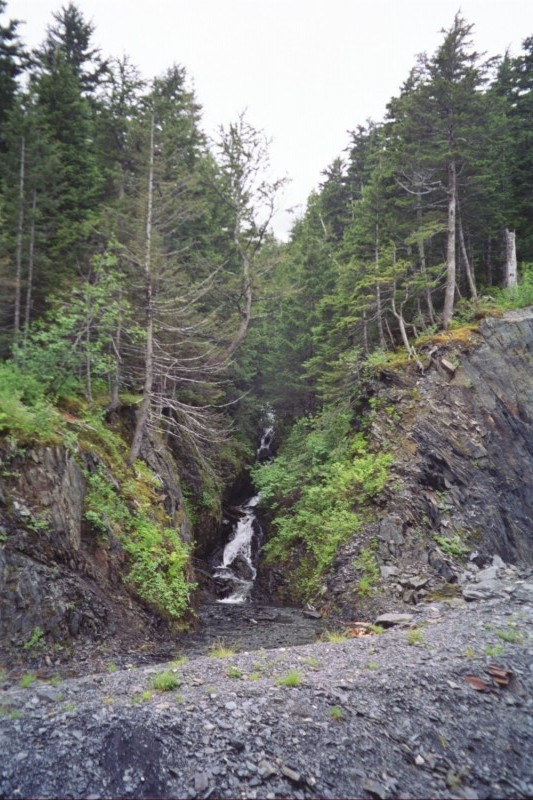
Arroyo en la cordillera Chugach
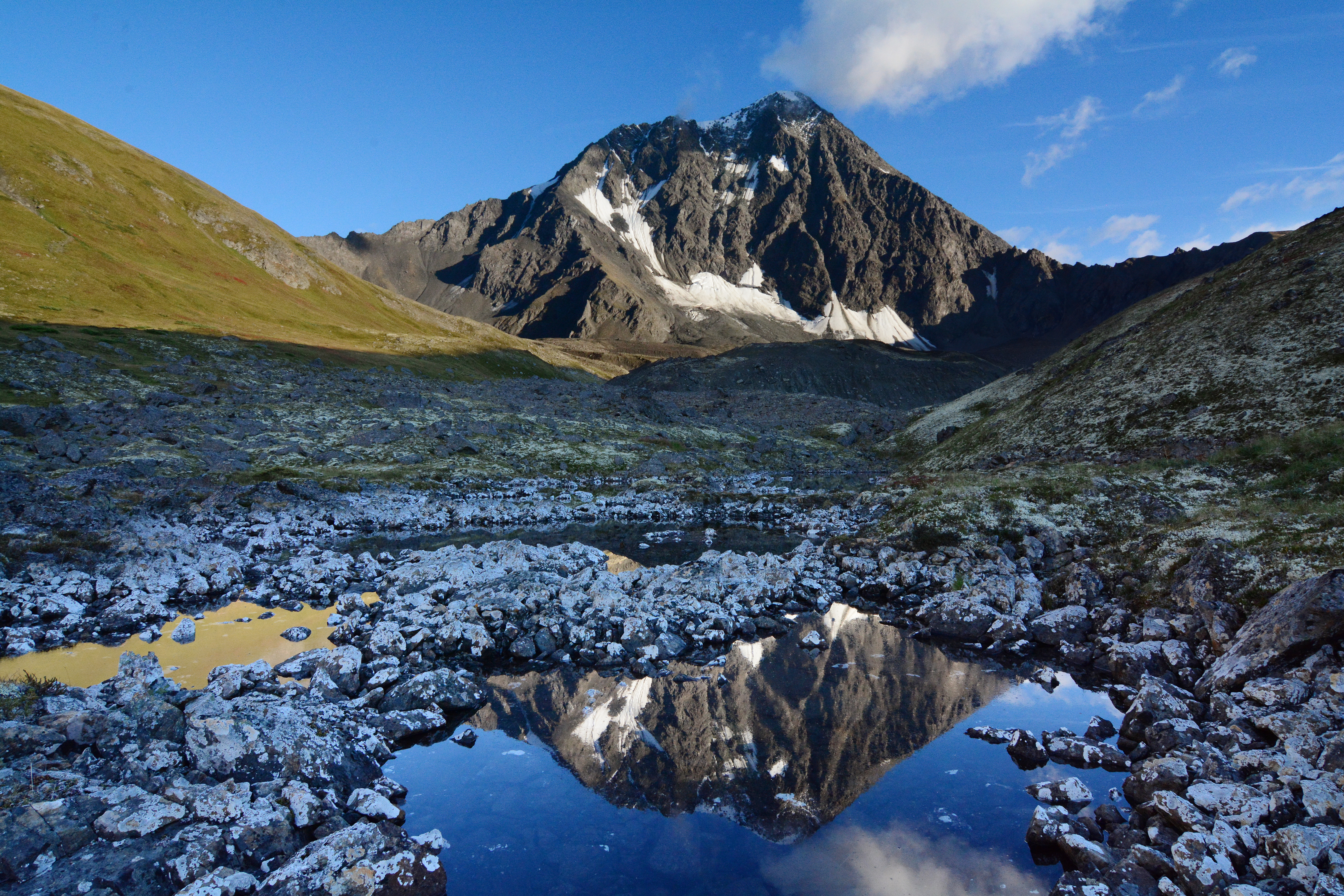
Pico Bold
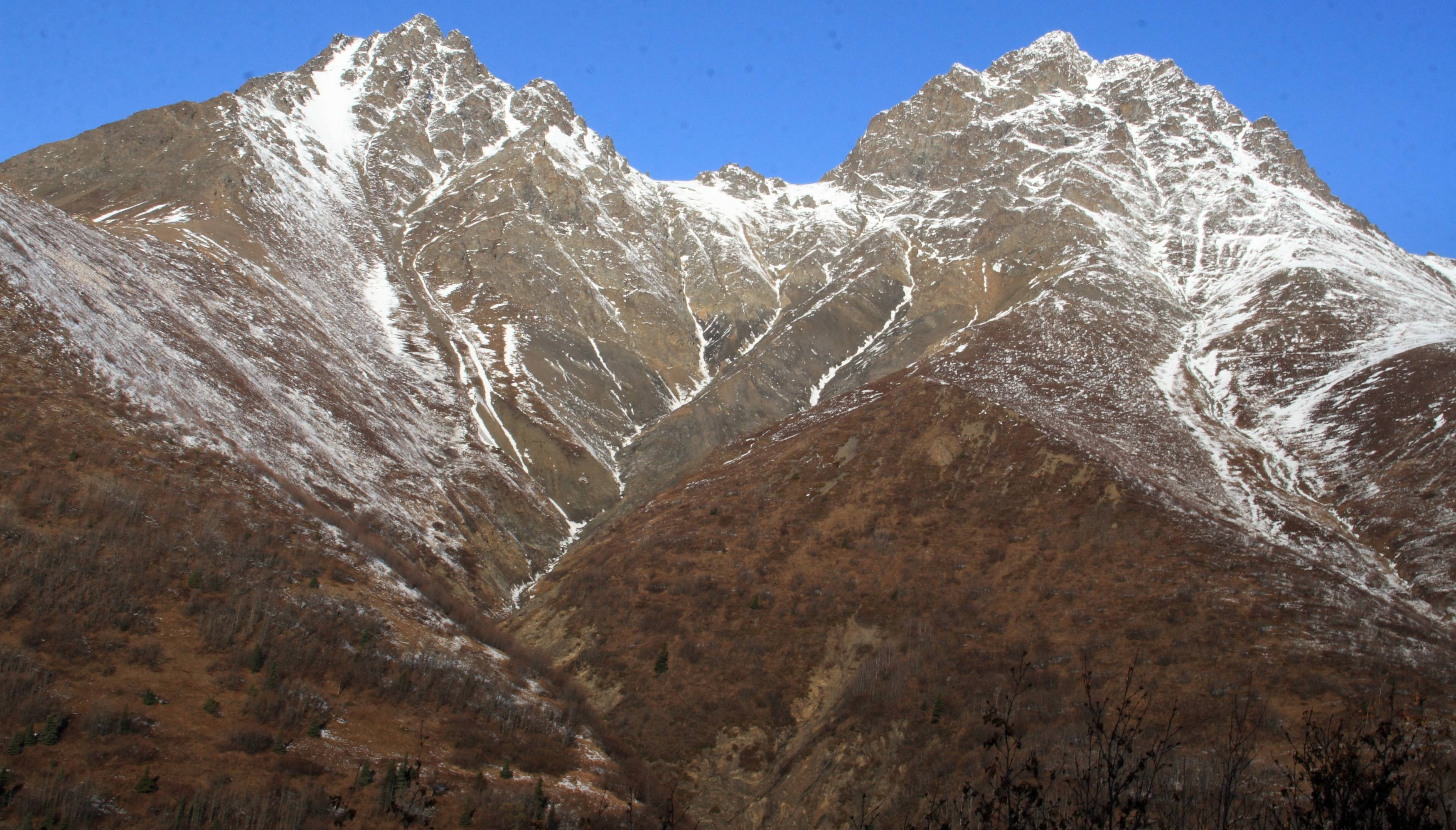
Twin Peaks
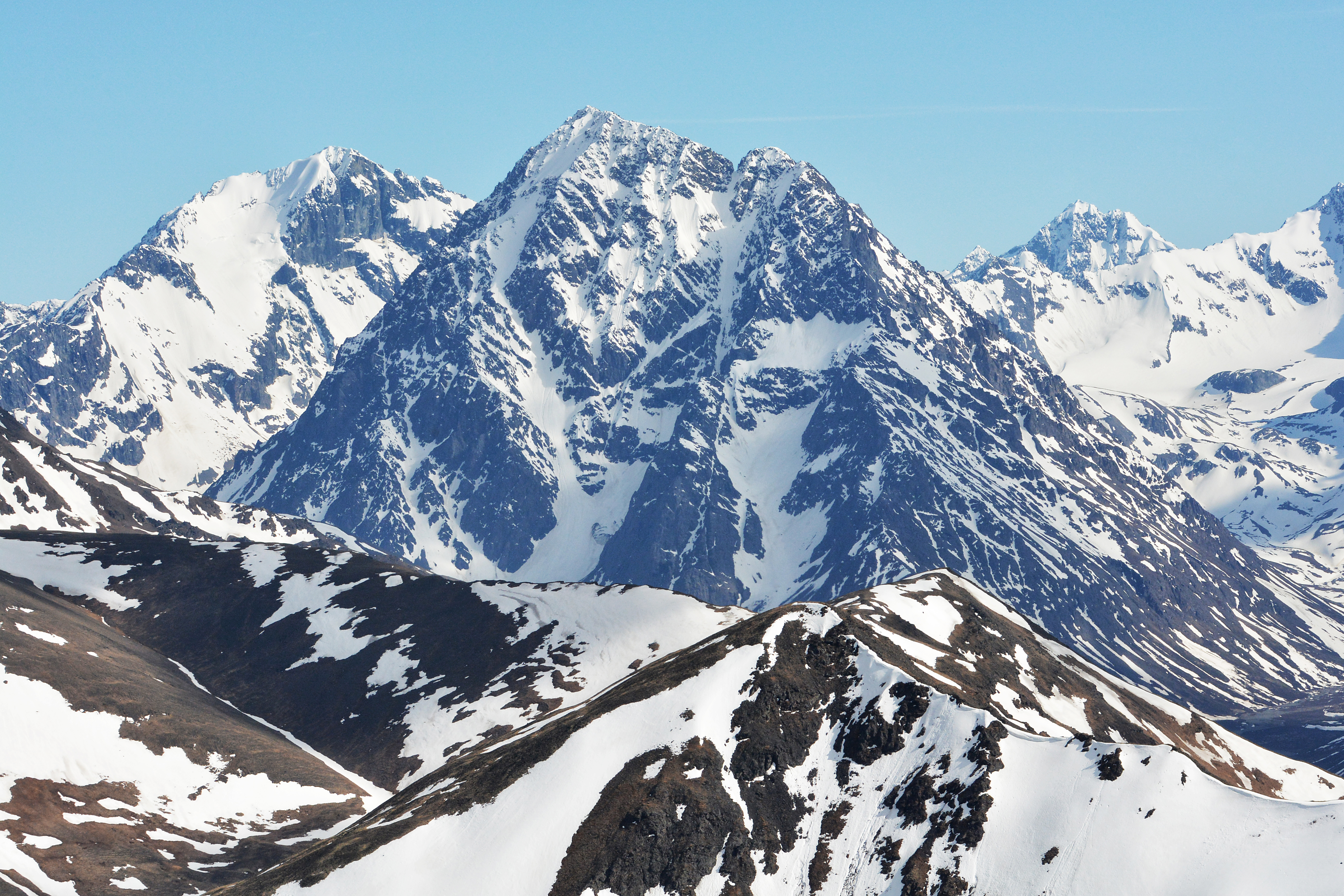
Monte Rumble
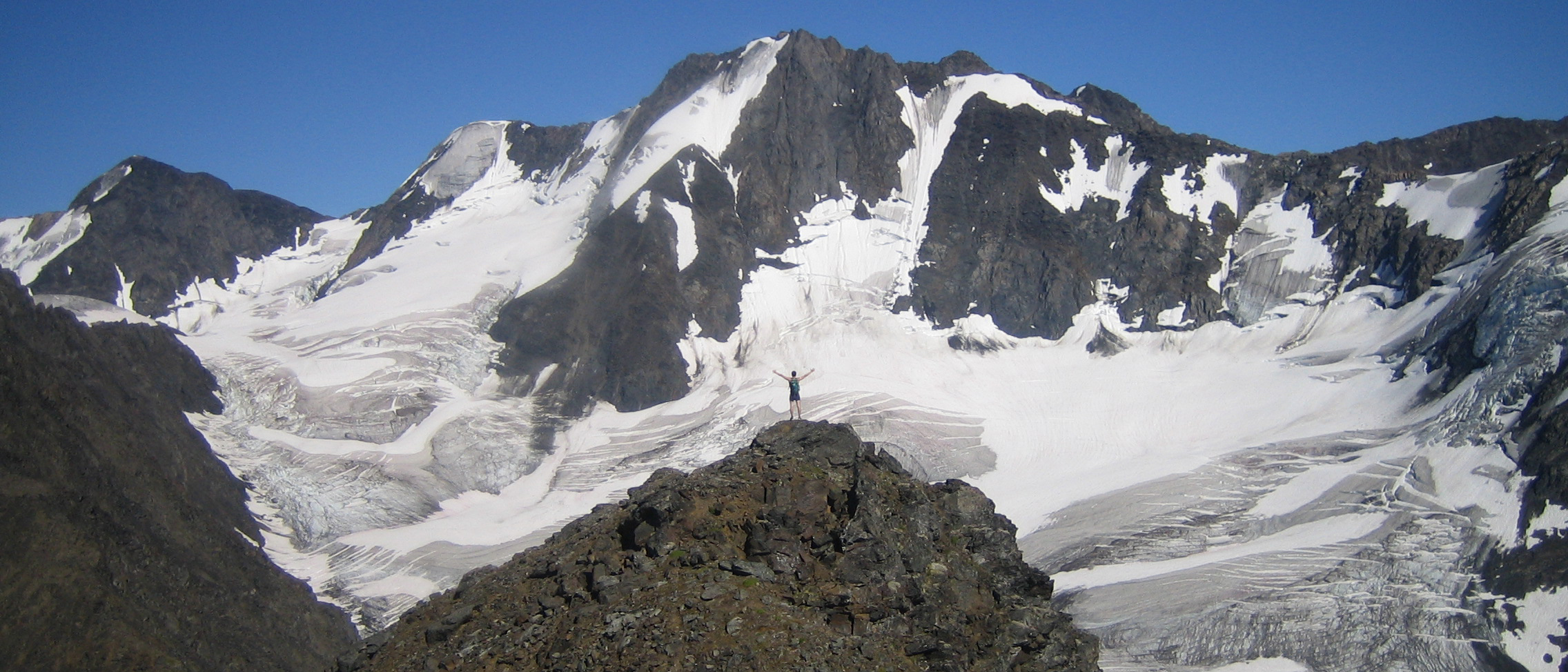
Monte Goat